# Helsak

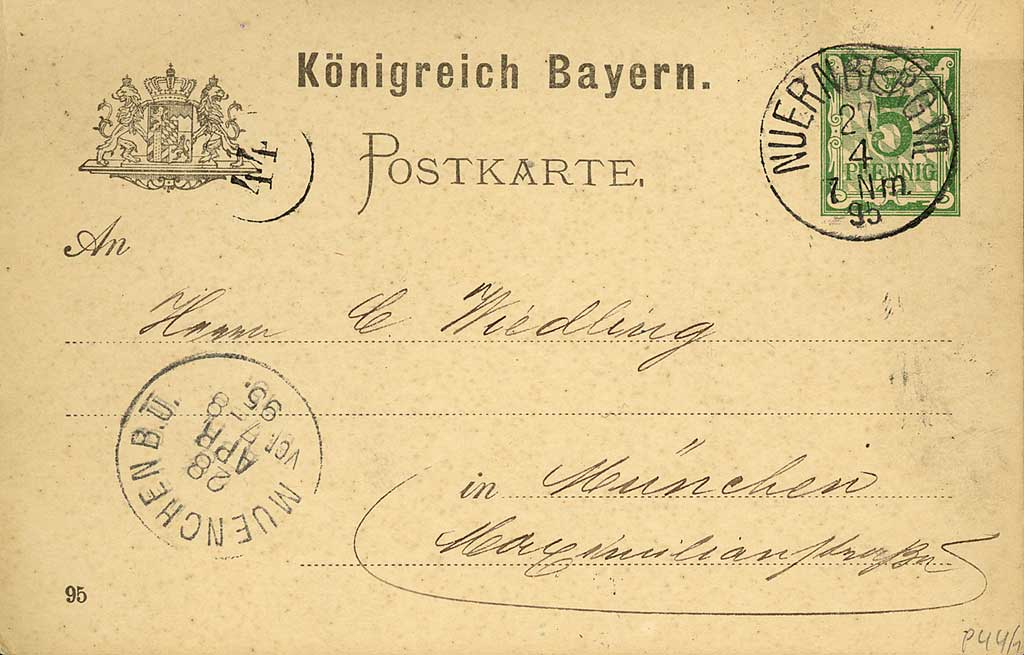
Helsak från Bayern, 1895

Helsak är ett kort, kuvert eller annat postalt omslag med påtryckt frankotecken. Helsaker delas upp i brevkort, kortbrev, frankokuvert och aerogram. På samma sätt som det har funnits tjänstefrimärken har det också funnits tjänstehelsaker. Vissa helsaker är inte tryckta av posten och räknas därför som bältesspännarmaterial. Ett exempel på detta är järnvägsbrevkort som användes för att tala om för en godskund att det fanns gods att hämta på järnvägsstationen.

## Brevkort
Brevkortet som infördes 1872 är närbesläktat med vykortet. Skillnaden är att brevkort har ett frankotecken och vanligtvis inget motiv. Från 1876 började man tillåta privattryckta brevkort utan frankotecken, men först omkring 1900 blev dessa vanliga när de började förses med vyer, och kallades då vybrevkort eller vykort.
1897 introdcuderades dubbla brevkort. De dubbla korten är två stycken kort ihopsatta så att den man skriver till får ett kort att svara på. 1964 började Posten att kalla brevkorten för postkort. Postmuseum har från 70-talet varit en flitig utgivare av brevkort. Man har utnyttjat dem som inbjudningar till sina utställningar. 1993 gav posten ut en serie brevkort med olika motiv på framsidan. Dessa gick under beteckningen portokort.
För tjänstebruk har det funnits tjänstebrevkort och militären har skickat ut bland annat inkalleseorder i form av brevkort som har kallats militärbrevkort.

## Kortbrev
Kortbrev är ett mellanting mellan ett brevkort och ett frankokuvert. När kortbrevet har skrivits viker man ihop det och försluter det med en avrivbar gummerad kant. Den skrivna texten kommer således att finnas på insidan av kuvertet. Även kortbreven bytte namn, dock inte förrän 1971. De fick senare heta postbrev. Det senaste kortbrevet som posten gett ut saknar valör i frankotecknet. De enda tjänstekortbreven som finns utgivna i Sverige är militärens mititärkortbrev.

## Aerogram
Aerogram är en speciell form av kortbrev som är tryckt på tunnare papper för att underlätta flygfrakt. Aerogram infördes i Sverige 1949, men portot skulle betalas med frimärken som för vanligt brev. Det första svenska aerogrammet med porto i frankotecknet gavs ut 1968. Från och med 1981 hade svenska aerogram inget porto angivet i frankotecknet. Posten slutade ge ut aerogram 1992.[källa behövs]

## Frankokuvert
Frankokuvert är ett kuvert med ett påtryckt frankotecken i stället för frimärke. Svenska posten har inte gett ut några nya frankokuvert sedan 1962 om man inte räknar påsarna med förbetalt porto som finns att köpa hos postombud.
En speciell form av frankokuvert är militärbrev. De har ett svarsmärke som mottagaren kan använda så att denne inte själv behöver betala portot.